# سیارک ۵۳۳۰
سیارک ۵۳۳۰ (به انگلیسی: 5330 Senrikyu، نامگذاری:1990BQ1) پنج هزار و سیصد و سیمین سیارک کشف شده‌است که در ۲۱ ژانویه ۱۹۹۰ کشف شد.
قدر مطلق سیارک برابر ۱۱٫۸۰ است.